# Casa degli Artale
Casa degli Artale (Haus der Familie Artale) ist ein Wohnhaus im historischen Zentrum von Palermo.

## Geschichte
Das Entstehungsdatum des Gebäudes ist unklar, da es im Lauf der Jahrhunderte mehrmals verändert worden ist. Lokale Überlieferungen bringen das Gebäude mit dem von den Normannenherrschern gegründeten Basilianerkloster Santissimo Salvatore in Verbindung. Die noch erkennbaren mittelalterlichen Fassadendetails erinnern jedoch stärker an den Chiaramontestil des 14. Jahrhunderts.
Im 15. Jahrhundert gehörte das Haus der Adelsfamilie der Artale, von der es seinen heutigen Namen hat. Damals soll das Haus als Hospiz gedient haben.
Im Zweiten Weltkrieg wurde das Gebäude stark beschädigt, unter anderem auch durch die Trümmer des auf der anderen Straßenseite gelegenen Palazzo Papè-Valdina, die bei einem Bombenangriff 1943 gegen die Fassade der Casa degli Artale geschleudert wurden.

## Fassade
Die Hauptfassade an der Via del Protonotaro zeigt noch einige Dekorelemente aus dem Mittelalter. Das am besten erhaltene Detail ist ein zugemauertes vierteiliges Fenster in Form zweier übereinandergesetzter Biforien, über denen eine Rosette und ein spitzbogiger Blendbogen angeordnet sind. Die Fassade zeigt weitere größere und kleinere Blendbögen, die alle aus einem breiten Band mit geometrischen Steinintarsien gebildet sind.
Bei dem erhöhten Gebäudeteil rechts von der Hauptfassade handelt es sich wohl um einen ehemaligen Wehrturm. Es wird vermutet, dass sich ursprünglich auch auf der linken Seite des Hauses ein solcher Wehrturm befunden hat.